# Porque te vas
Porque te vas (în română Pentru că pleci) este un cântec al cântăreței spaniole de origine engleză Jeanette, scris de José Luis Perales și produs de Rafael Trabucchelli pentru casa de discuri Hispavox în 1974.

## Lansare
Jeanette și-a făcut debutul solo în 1971 cu lansarea single-ului Soy rebelde, scris de Manuel Alejandro, la casa de discuri Hispavox, care a marcat întoarcerea sa în muzică care a consacrat-o ca cântăreață melodică, îndepărtându-se de folk-pop-ul Pic-Nic, grupul său anterior din anii 1960.
Single-ul de succes a ajuns în fruntea topurilor din Spania și în Top 10 în țări din America Latină precum Argentina, Columbia și Peru, devenind un popular „imn al adolescenților” în lumea vorbitoare de spaniolă. Inspirat de succesul lui Jeanette, José Luis Perales a decis să scrie un cântec pentru ea, deoarece el era încă la începutul carierei sale și practic nimeni cunoscut nu îi înregistrase cântecele. Perales a declarat că a scris Porque te vas în trei ore, într-o după-amiază ploioasă, în căsuța sa, care nu avea apă sau lumină.
Piesa a fost produsă de Rafael Trabuchelli, considerat un pionier al producției muzicale în Spania și "una dintre cele mai influente figuri din muzica spaniolă între 1965 și 1975". În timp ce lucra pentru Hispavox, el a dezvoltat "sunetul luxuriant caracteristic" al baladelor spaniole din anii 1970, care rezulta din aranjamente orchestrale sofisticate și vrăjitorie de studio. Juan Márquez s-a ocupat de dirijarea și aranjarea piesei. Potrivit lui Perales, Jeanette a refuzat inițial să înregistreze piesa, deoarece dorea să continue să lucreze cu compozitori cunoscuți, precum Manuel Alejandro, și a cedat în cele din urmă după ce cei din jur au împins-o să o facă. Cântăreața a negat astfel de afirmații, spunând că i-a plăcut de la început.

## Compoziție
Porque te vas este o baladă romantică care încorporează elemente de funk, disco și muzică pop, cu o utilizare predominantă a saxofonului. Criticul Julián Molero de la Lafonoteca a descris instrumentația piesei ca fiind "plină de încredere în sine, cu intervenții aproape batjocoritoare ale alămurilor și loviturile neașteptate ale tobelor". Scriind pentru ediția spaniolă a revistei Rolling Stone, Miguel Ángel Bargueño a scris că melodia are "un ritm turbulent și un sunet pop distinct".

## Recepție
Hispavox a lansat Porque te vas ca un single de 7 inch în 1974. Acesta conținea pe partea B Seguiré amando, o baladă scrisă de Jeanette cu un o baladă scrisă de Jeanette cu un "aer sud-american". La lansare, La Vanguardia a dat single-ului două stele din cinci - o notă care indica "aplauze" - și l-a numit "banal și bine aranjat".
În 1976, piesa Porque te vas a fost reeditată după succesul comercial și critic al filmului Cría cuervos, unde a făcut parte din coloana sonoră a acestuia. În urma reeditării single-ului în 1976, La Vanguardia a ridicat ratingul acestuia la trei stele din cinci - ceea ce înseamnă "ovație".

## Cover-uri
Porque te vas a fost preluată de mulți artiști în mai multe limbi. Acesta rămâne cântecul "cel mai preluat și cel mai profitabil" din cariera lui José Luis Perales. În 1977, cântăreața finlandeză Merja Rantamäki a înregistrat melodia sub numele de Veit sydämen, care a fost inclusă în albumul său Mä mistä löytäisin sen laulun. În același an, cântăreața germană Sabrina a preluat piesa sub forma ...Und du willst gehn și a lansat-o ca single. Cântăreața braziliană Lilian a înregistrat o versiune portugheză a melodiei sub titlul Eu sem você, lansată în 1978. Trupa sovietică Vesyolye Rebyata a înregistrat o versiune în limba rusă intitulată V posledniy raz, care a apărut în albumul Muzykal'nyy Globus din 1979. Trupa argentiniană de punk rock Attaque 77 a inclus o versiune a piesei Porque te vas în albumul său din 1992, Ángeles caídos. Cântărețul andorran de origine britanică Jack Lucien a lansat o versiune în limba engleză intitulată You're Leaving Me cu versuri în limba engleză de Elizabeth Hurley și Patsy Kensit. În 1999, trupa germană Masterboy a preluat piesa și a lansat-o ca single. În 2020, cântăreața italiană Carla Bruni a lansat o versiune acustică a cântecului pe albumul său omonim. Este primul cântec pe care l-a înregistrat în spaniolă. Cântăreața daneză Brigitte Escobar a lansat o versiune jazzy a piesei Por Que Te Vas în 2004 pe albumul său de debut Brigitte.

## Moștenire
De la includerea sa în Cría cuervos, "Porque te vas" a dobândit statutul de cult și este considerată în prezent un clasic, rămânând una dintre cele mai cunoscute melodii ale muzicii pop spaniole. În 1979, ziarul ABC din Madrid scria că "niciodată un cântec spaniol, cântat în limba noastră, nu a atins o asemenea popularitate pe ambele maluri ale Atlanticului".
Ediția spaniolă a revistei Rolling Stone l-a clasat pe locul patruzeci și trei pe lista din 2006 a revistei "Cele mai bune 200 de melodii ale pop-rock-ului spaniol". Cântecul a fost adaptat ca scandări de fotbal de către fanii cluburilor argentiniene San Lorenzo de Almagro, chiliene Colo-Colo și franceze A.S. Saint-Étienne.

## Clasamente și certificări
| Clasament (1974–77)                  | Poziție |
| ------------------------------------ | ------- |
| Austria (Ö3 Austria Top 40)          | 13      |
| Belgium Wallonia (Ultratop)          | 1       |
| Belgium Flanders (Ultratop)          | 29      |
| Finland (Billboard)                  | 6       |
| France (SNEP)                        | 1       |
| Germany (Offizielle Deutsche Charts) | 1       |
| Mexico (Billboard)                   | 11      |
| Netherlands (Dutch Top 40)           | 32      |
| Portugal (Billboard)                 | 6       |
| Spain (AFYVE)                        | 19      |
| Switzerland (Swiss Hitparade)        | 4       |

| Clasament (2008)               | Poziție |
| ------------------------------ | ------- |
| US Latin Pop Songs (Billboard) | 28      |

| Clasament (2012)             | Poziție |
| ---------------------------- | ------- |
| Netherlands (Single Top 100) | 85      |